# Isidor Fisch
Isidor Srul Fisch (geb. 26. Juli 1905 in Leipzig, Deutsches Kaiserreich; gest. 29. März 1934 ebendort) war ein deutscher Emigrant in den USA. Bekannt wurde er postum durch den international beachteten Indizienprozess gegen Bruno Richard Hauptmann, der für die Entführung und Ermordung des Sohnes der Flugpioniere Anne und Charles Lindbergh zum Tode verurteilt wurde. Hauptmann beteuerte seine Unschuld und gab an, den bei ihm gefundenen Teil des Lösegelds von seinem Freund und Geschäftspartner Isidor Fisch erhalten zu haben. Aufgrund dieser Einlassung ist Fisch Teil der bis heute andauernden Kontroverse um die Hintergründe des als Jahrhundertverbrechen bezeichneten Kriminalfalls um das Lindbergh-Baby.

## Biografie
Isidor Fisch wurde am 26. Juli 1905 im Leipziger Stadtteil Mockau in einer jüdischen Familie als Sohn des Handelsmanns Salman Fisch geboren. 1925 emigrierte er in die USA nach New York City. Er lebte in Mietwohnungen in der Bronx zusammen mit weiteren deutschen Emigranten, arbeitete im Pelzhandel als Fellschneider und war an kleinen Hehlergeschäften beteiligt.
Am 12. Mai 1932, dem Tag, an dem das Lindbergh-Baby tot aufgefunden wurde, beantragte Fisch einen Reisepass. 19 Monate später, am 9. Dezember 1933, fuhr er auf dem Linienschiff Manhattan mit 600 Reichsmark zurück nach Deutschland, um seine Eltern zu besuchen. Er kehrte nie zurück, da er am 29. März 1934 in Leipzig an Tuberkulose starb. Isidor Fisch wurde 28 Jahre alt, sein Grab befindet sich auf dem Neuen Israelitischen Friedhof in Leipzig.

## Die „Fisch-Story“

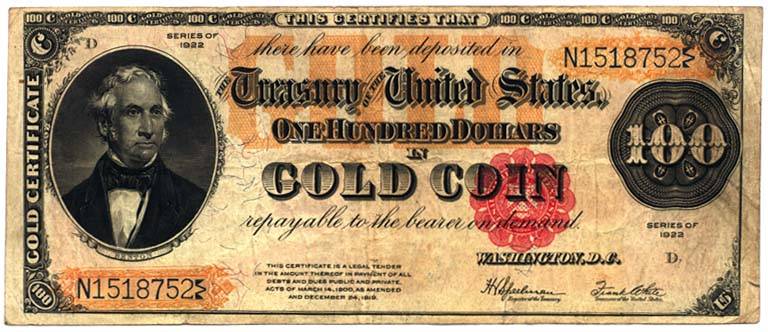
Ein Goldzertifikat verbriefte das Recht auf Umtausch in Goldmünzen

Am 19. September 1934 wurde Bruno Hauptmann verhaftet, nachdem er an einer Tankstelle mit einem 10-$-Goldzertifikat bezahlt hatte, das nachweislich aus dem Lösegeld der Lindbergh-Entführung stammte. Bei der darauffolgenden Hausdurchsuchung wurden in einem Versteck in Hauptmanns Garage weitere 14.000 $ (nach anderen Angaben fast 12.000 $) aus dem Lösegeld gefunden. Er behauptete, dieses Geld von Isidor Fisch erhalten zu haben.
Hauptmann sagte aus, er sei Fisch erstmals im März oder April 1932 auf Hunters Island begegnet. Da sie beide Deutsche waren, seien sie miteinander ins Gespräch und bald darauf übereingekommen, die Risiken und Gewinne aus Fischs Pelzhandel und Hauptmanns Börseninvestitionen miteinander zu teilen. Am 8. Dezember 1933, dem Tag vor Fischs Abreise nach Deutschland, habe auf dessen Wunsch hin eine Abschiedsparty in Hauptmanns Haus stattgefunden. Dabei habe Fisch seinem Geschäftsfreund zwei Koffer mit Robbenfellen und einen Schuhkarton zur Verwahrung übergeben, Fisch habe dazu erklärt, dass sich „Papiere“ darin befänden. Ohne Kenntnis des tatsächlichen Inhalts habe Hauptmann die Schachtel auf einem Regal in der Küche deponiert und nicht weiter beachtet. Mitte August 1934 habe er bei der Überprüfung eines Wasserschadens den durchnässten Karton beschädigt und Banknoten im Wert von insgesamt 14.600 $ darin entdeckt. Da Fisch inzwischen gestorben war und ihm noch 7.000 $ geschuldet habe (nach anderen Angaben: weil er herausgefunden habe, dass Fisch ihn „betrogen und ausgenommen“ hatte), habe er sich entschieden, das Geld zu behalten und auszugeben, ohne seiner Frau etwas davon zu erzählen.
Diese durch die Bezeichnung Fish-Story in der zeitgenössischen Berichterstattung und Teilen der Literatur als unglaubwürdig konnotierte Einlassung wurde vor Gericht durch Zeugen entkräftet, die beeideten, dass der Angeklagte ihnen bereits einen Monat vor Fischs Abreise (rund 8 Monate, bevor Hauptmann das Geld seinen Angaben zufolge entdeckte und auszugeben begann) durch Zahlungen mit den selten gewordenen Goldzertifikaten aufgefallen war. Zudem reisten im Januar 1935 vier Angehörige von Fisch – sein Bruder, seine Schwester, seine Schwägerin und seine Krankenschwester – in die USA, um vor Gericht auszusagen und Hauptmanns Version zu bestreiten.
Sie gaben an, Fisch sei zu arm gewesen, um sich die aufgrund seiner Erkrankung benötigten Medikamente leisten zu können.

## Rezeption
Am 30. Januar 1935 beurteilte die kalifornische Tageszeitung The Lodi News, die fast täglich über den Verlauf der Gerichtsverhandlung berichtete, Fischs Rolle wie folgt: „Fisch könnte ebenso selbst Zeuge für die Geschichte sein, die sie um ihn errichtet haben. Es zeigt sich nicht das Bild eines Mannes, der mit 50.000 $ Lösegeld durchs Leben stolziert, sondern das eines vom Schicksal geschlagenen, der durch seine Armut verurteilt ist, in einem schmutzigen Schlafzimmer zu leben und schließlich in Armut an Tuberkulose zu sterben.“
1976 erregte das Buch Scapegoat: The Lonesome Death of Bruno Richard Hauptmann des US-amerikanischen Journalisten Anthony Scaduto Aufsehen, der Hauptmann als Opfer „einer der skandalösesten Justizverdrehungen“ sah. Nach seiner Darstellung wurde eine Reihe Hauptmann entlastender Indizien unterschlagen: Beispielsweise sei Isidor Fisch über ein Jahr vor der Verhaftung Hauptmanns selbst ins Visier der Ermittler geraten, da er aus dem Lösegeld stammende Banknoten bereits kurz nach dessen Übergabe in der Bronx angeboten und auch seine Überfahrt nach Deutschland damit bezahlt habe. Obgleich diese Sachverhalte laut Scaduto aktenkundig waren, seien sie in der Gerichtsverhandlung gegen Hauptmann nicht berücksichtigt worden.
Jim Fisher, ehemaliger FBI-Agent und Dozent für Strafuntersuchung (Criminal Investigation), Strafrecht und Forensik an der Edinboro University of Pennsylvania, weist die Fish-Story und andere Hauptmann entlastende Ansätze als gegenstandslos zurück. In seinen Veröffentlichungen bezeichnet er Hauptmann als den Einzeltäter, als der er verurteilt wurde.